# Luca Trevisan
Luca Trevisan (Vicenza, 13 maggio 1976) è uno storico dell'arte italiano, accademico ordinario dell'Accademia Olimpica di Vicenza.
Docente di ruolo di Lettere e Storia nella scuola superiore, ha insegnato Storia dell’arte e dell’architettura presso l’Università di Venezia Ca’ Foscari e presso alcuni centri di restauro del Veneto e ha tenuto diverse lezioni e seminari all'Università di Verona.

## Biografia
Laureato in Storia dell'arte moderna all'Università di Verona con la prof.ssa Loredana Olivato (2004), ha conseguito il diploma di dottore di ricerca presso il medesimo ateneo con una tesi sull'architetto vicentino Antonio Pizzocaro (2008).
Co-direttore della collana "Arte, architettura e musica" dell'Accademia Olimpica e membro del Comitato editoriale dell'Accademia, fa parte inoltre del Comitato di gestione del Museo Diocesano di Vicenza e del Consiglio scientifico della Fondazione di Storia di Vicenza. 
Ha curato e collaborato ad alcune mostre e partecipato a diversi convegni. È autore di oltre un centinaio di pubblicazioni sulla storia dell’arte e dell’architettura veneta e vicentina nello specifico (si è occupato di Andrea Palladio, Vincenzo Scamozzi, della civiltà della villa veneta, del palladianesimo ecc.) e ha inoltre scritto di storia della montagna vicentina. 
Collabora con la rivista "L’AltraMontagna", inserto online del quotidiano "Il Dolomiti". Alcuni suoi libri hanno vinto premi letterari e sono stati tradotti in inglese, francese e tedesco.

## Narrativa
Nel 2015 Luca Trevisan ha fatto parte della Lhotse Expedition di Mario Vielmo con la quale ha raggiunto il Campo Base dell'Everest in Nepal. Rientrato a Kathmandu ha vissuto l'esperienza del devastante terremoto che il 25 aprile 2015 ha sconvolto il Paese. Nel suo libro Sette punto otto racconta quanto accaduto in quei giorni e il progetto di ricostruzione della scuola di Arughat (successivamente inaugurata nel 2017) sostenuto con la collaborazione di Sidare Onlus.

## Pubblicazioni
- Luca Trevisan, Antonio Pizzocaro architetto vicentino 1605-1680, Osiride edizioni, Rovereto 2009.
- Luca Trevisan, Il tempio di San Lorenzo a Vicenza, Zel edizioni, Treviso 2011.
- Luca Trevisan, Le ville di Andrea Palladio, Sassi editore, Schio 2012[9].
- Luca Trevisan, Giulio Zavatta, Incisori itineranti nell'area veneta nel Seicento. Dizionario bio-bibliografico, Verona 2013.
- Andrea Savio, Luca Trevisan, Vittorio Lombardi mecenate illuminato e tesoriere della conquista italiana del K2, Cierre edizioni, Sommacampagna 2014[10].
- Luca Trevisan, Vicenza. Arte, architettura e paesaggio, Sassi editore, Schio 2016 (II ed.).
- Luca Trevisan, L'Alta Via degli Altipiani. Itinerario storico-escursionistico sull'Altopiano dei Sette Comuni in terra di confine, Cierre edizioni, Sommacampagna 2017[11].
- Luca Trevisan, Il respiro del bosco. Le montagne di Vicenza sull'Altopiano dei Sette Comuni, Cierre edizioni, Sommacampagna 2020 (vincitore Premio Brunacci 2022[12]).
- Luca Trevisan, Antonio Caregaro Negrin. Eclettismo e architettura a Vicenza, Cierre edizioni, Sommacampagna 2022[13].
- Luca Trevisan, Per Vicenza città di scenari, Cto, Vicenza 2023.
- Luca Trevisan, Eredità e futuro. Il complesso di villa Loschi Zileri Motterle dalla metà del Settecento a oggi, Cierre edizioni, Sommacampagna 2023[14].